# Mercury Records
Mercury Records és un segell discogràfic fundat el 1945 per Irving Green, Berle Adams i Arthur Talmadge. Actualment depèn de l'Universal Music Group.

## Artistes
- Kool and The Gang
- The Bar-Kays
- Cameo
- Con Funk Shun
- Kurtis Blow